# 루이스 알폰소 데 보르본
루이스 알폰소 곤살로 빅토르 마누엘 마르코 데 보르본 이 마르티네스보르디우(스페인어: Luis Alfonso Gonzalo Víctor Manuel Marco de Borbón y Martínez-Bordiú 1974년 4월 25일 ~ ) 또는 루이 알퐁스 공잘브 빅토르 에마뉘엘 마르크 드 부르봉(프랑스어: Louis Alphonse Gonzalve Victor Emmanuel Marc de Bourbon은 현재 부르봉 왕가의 왕위 요구자이다. 1989년 가장 유력한 프랑스 왕권 계승자가 되었다. 그의 추종자들로부터 프랑스와 나바르의 루이 20세(프랑스어: Louis XX de France et de Navarre)라고 불리게 되었다.

## 생애
루이스 알폰소 데 보르본은 스페인 마드리드에서 1974년 5월 24일 "루이스 알폰소 데 보르본 이 마르티네스보르디우 전하"로 출생 신고되었고 1994년 5월 16일 프랑스 정부에 "루이 드 부르봉"이라는 이름으로 호적이 등록되었다. 몇몇 정보에 의하면 프랑스 행정부가 그에게 "루이 알퐁스 드 부르봉 전하, 앙주 공작" 라고 적힌 신분증을 발급해 줬다고 한다. 하지만 현재의 프랑스 법은 위와 같은 명칭을 사용하는 것을 허락 하지 않는다. 작위는 프랑스 법무부로부터 인정받았을 시에만 신분증에 기록할 수 있다. 그는 태어날 때부터 아버지의 프랑스 국적과 어머니의 스페인 국적을 모두 가지고 있다.
루이스 알폰소 데 보르본은 앙주와 카디스 공작 알폰소 데 보르본 이 당피에르(Alfonso de Borbón y Dampierre)의 둘째 아들이다. 그의 어머니는 크리스토발 마르티네스보르디우 이 오르테가 데 비야베르데 후작의 딸 카르멘 마르티네스보르디우 이 프랑코이며 카르멘은 프란시스코 프랑코의 외손녀이므로 루이스 알폰소는 그의 외증손이 된다.
1974년 5월 3일 스페인 왕궁(스페인어: Palacio Real de El Pardo)에서 세례를 받았다. 먼저 그의 아버지에 의해 1981년 9월 19일 투렌 공작(duc de Touraine)작위를 받았고 1984년 9월 27일 교통사고로 요절한 그의 형 프란시스코 데 아시스 데 보르본 이 마르티네스보르디우(Francisco de Asís de Borbón y Martínez-Bordiú)가 갖고 있던 부르봉 공작(duc de Bourbon)작위를 받았다.
마드리드의 프랑스 학교에서 공부를 마친 후, 대학에서 금융과 경제를 공부했고 MBA 과정을 밟았다. 그는 여러 외국어를 구사하고 여러 스포츠를 즐긴다.
2000년 4월 19일 그는 프랑스 왕의 계승자임을 선언했다. 1989년 1월 30일 미국의 한 스키장에서 아버지가 스키 사고로 사망한 이후, 그는 위그 카페의 자손들 중 장자가 되었다. 그때부터 그는 프랑스어로 루이(Louis), 스페인어로 루이스 알폰소(Luis Alfonso)라는 짧은 이름을 썼고 그의 아버지의 작위인 앙주 공작(duc d'Anjou)을 이었다. 베네수엘라 출신의 마리아 마르가리타 바르가스 산타엘라와 결혼하여 3남 1녀를 두었다.